# 道格拉斯鎮區 (愛荷華州米切爾縣)
道格拉斯鎮區（英語：Douglas Township）是位於美國愛荷華州米切爾縣的一個行政鎮區。

## 地方資料
根據2010年美國人口普查的數據，道格拉斯鎮區的面積為92.32平方千米，當中陸地面積為92.31平方千米，而水域面積為0.01平方千米。當地共有人口295人，而人口密度為每平方千米3.2人。